# Cryptochloris zyli
Cryptochloris zyli је сисар из реда Afrosoricida и фамилије Chrysochloridae.

## Угроженост
Ова врста се сматра угроженом.

## Распрострањење
Ареал врсте је ограничен на једну државу. 
Јужноафричка Република је једино познато природно станиште врсте.